# Epps, Louisiana
Epps, Louisiana (енгл. Epps) град је у америчкој савезној држави Луизијана.

## Демографија
По попису из 2010. године број становника је 854, што је 299 (-25,9%) становника мање него 2000. године.
| Група             | 2000.       | 2010.       |
| Белци             | 406 (35,2%) | 356 (41,7%) |
| Афроамериканци    | 727 (63,1%) | 431 (50,5%) |
| Азијати           | 1 (0,1%)    | 1 (0,1%)    |
| Хиспаноамериканци | 15 (1,3%)   | 50 (5,9%)   |
| Укупно            | 1.153       | 854         |